# Nino Musco
Nino Musco (fl. XX secolo) è stato un attore italiano.

## Biografia
Nino Musco inizia la sua carriera cinematografica all'inizio degli anni cinquanta in qualità di caratterista, intensificata però, solo sul finire del decennio. Nel corso degli anni, Nino Musco ha recitato in diversi generi, spesso in ruoli di poliziotti o comunque tutori delle forze dell'ordine. 
Dotato di un aspetto adatto sia al genere poliziesco che al western, Nino Musco si è cimentato spesso anche in ruoli di sceriffo, sindaco, anche in chiave comica, spesso interagendo nelle commedie all'italiana, interpretando il corpulento quanto diffidente uomo meridionale tutto d'un pezzo. Alla fine degli anni settanta, Nino Musco chiude la propria carriera cinematografia congedandosi dal pubblico, facendo inoltre perdere le sue  tracce.

## Filmografia

Nino Musco in Cose di Cosa Nostra (1971)

### Cinema
- Tormento di anime, regia di Cesare Barlacchi (1953)
- Amore e guai..., regia di Angelo Dorigo (1958)
- La congiura dei Borgia, regia di Antonio Racioppi (1959)
- Il cavaliere senza terra, regia di Giacomo Gentilomo (1959)
- Non perdiamo la testa, regia di Mario Mattoli (1959)
- Il mondo dei miracoli, regia di Luigi Capuano (1959)
- I cavalieri del diavolo, regia di Siro Marcellini (1959)
- I ragazzi del juke-box, regia di Lucio Fulci (1959)
- La duchessa di Santa Lucia, regia di Roberto Bianchi Montero (1959)
- La scimitarra del Saraceno, regia di Piero Pierotti (1959)
- Audace colpo dei soliti ignoti, regia di Nanni Loy (1959)
- Agosto, donne mie non vi conosco, regia di Guido Malatesta (1959)
- Cartagine in fiamme, regia di Carmine Gallone (1959)
- La sceriffa, regia di Roberto Bianchi Montero (1959)
- Genitori in blue-jeans, regia di Camillo Mastrocinque (1960)
- La lunga notte del '43, regia di Florestano Vancini (1960)
- Maciste nella Valle dei Re, regia di Carlo Campogalliani (1960)
- Un dollaro di fifa, regia di Giorgio Simonelli (1960)
- Capitani di ventura, regia di Angelo Dorigo (1961)
- Il re Manfredi, regia di Piero Regnoli (1962)
- Liolà, regia di Alessandro Blasetti (1963)
- I due mafiosi, regia di Giorgio Simonelli (1964)
- L'irreparabile, episodio de Gli amanti latini, regia di Mario Costa (1965)
- 7 dollari sul rosso, regia di Alberto Cardone (1966)
- Vayas con dios, Gringo, regia di Edoardo Mulargia (1966)
- Caccia alla volpe, regia di Vittorio De Sica (1966)
- Ramon il messicano, regia di Maurizio Pradeaux (1966)
- Requiescant, regia di Carlo Lizzani (1967)
- Il club degli intrighi (Banning), regia di Ron Winston (1967)
- Cjamango, regia di Edoardo Mulargia (1967)
- Gente d'onore, regia di Folco Lulli (1967)
- Colpo grosso alla napoletana, regia di Ken Annakin (1968)
- ...e per tetto un cielo di stelle, regia di Giulio Petroni (1968)
- Vendetta per vendetta, regia di Mario Colucci (1968)
- Barbarella, regia di Roger Vadim (1968)
- Mercanti di vergini, regia di Renato dall'Ara (1969)
- Quintana, regia di Vincenzo Musolino (1969)
- Il clandestino, regia di Pino Mercanti (1970)
- Cose di Cosa Nostra, regia di Steno (1971)
- Rimase uno solo e fu la morte per tutti, regia di Edoardo Mulargia (1971)
- Trastevere, regia di Fausto Tozzi (1971)
- Tutti fratelli nel west... per parte di padre, regia di Sergio Grieco (1972)
- Decameron nº 4 - Le belle novelle del Boccaccio, regia di Paolo Bianchini (1972)
- E se per caso una mattina..., regia di Vittorio Sindoni (1972)
- Confessioni segrete di un convento di clausura..., regia di Luigi Batzella (1972)
- La ragazza di via Condotti, regia di Germán Lorente (1973)
- Adolescenza perversa, regia di José Bénazéraf (1974)
- A pugni nudi, regia di Marcello Zeani (1974)
- La sbandata, regia di Alfredo Malfatti (1974)
- I sette del gruppo selvaggio, regia di Gianni Crea (1975)
- Calore in provincia, regia di Roberto Bianchi Montero (1975)
- Yi xiang meng, regia di Pai Ching-Jui (1977)
- Porno erotico western, regia di Angelo Pannacciò (1979)
- Holocaust 2 - I ricordi, i deliri, la vendetta, regia di Angelo Pannacciò (1980)

### Televisione
- Il carcerato, regia di Paolo Nuzzi (1971) (Miniserie TV)

## Doppiatori italiani
- Vinicio Sofia in Amore e guai...
- Gino Baghetti in I cavalieri del diavolo
- Ennio Balbo in Audace colpo dei soliti ignoti
- Carlo Romano in Maciste nella valle dei Re
- Ignazio Balsamo in Gli amanti latini
- Virginio Gazzolo in 7 dollari sul rosso
- Lauro Gazzolo in ...e per tetto un cielo di stelle
- Corrado Gaipa in Calore in provincia